# 汽车币
汽车币也称贵州汽车银币，简称车板，是1928年（民国十七年）贵州军阀周西成为庆祝贵州省第一条公路通车和贵阳第一辆汽车而铸造发行的银币，是世界上唯一以汽车为图案的流通银币。

## 样式
汽车币呈圆形，直径39毫米，厚2.6毫米，重26.3克。正面珠圈内铭围绕芙蓉花图案的“贵州银币”四个字，上下分别环铭“中华民国十七年”和“壹圆”；背面珠圈外上为“贵州省政府造”，下位清朝末年货币单位“七钱二分”字样，中间分列梅花星饰，珠圈内为一辆汽车，车下方为草丛，草叶构成“西成”两字暗记。

## 特色
汽车币在众多民国时期发行的银币中独具特色。周西成涌草叶将自己的名字作为暗记，为民国银币铸造史首创。一枚银币同时出现新旧记值单位“壹圆”和“七钱二分”，为民国银币仅有。